# Acroporium baviense
Acroporium baviense är en bladmossart som beskrevs av Brotherus 1925. Acroporium baviense ingår i släktet Acroporium och familjen Sematophyllaceae. Inga underarter finns listade i Catalogue of Life.